# Szarip Warajew
Szarip Magomiedowicz Warajew (ros. Шарип Магомедович Вараев, ur. 13 sierpnia 1969 w Groznym) – radziecki, a potem rosyjski judoka. Olimpijczyk z Barcelony 1992, gdzie zajął siódme miejsce w wadze półśredniej.
Startował w Pucharze Świata w 1990 i 1992. Brązowy medalista mistrzostw Europy w 1992, a także pierwszy w drużynie w 1991. Wicemistrz MŚ wojskowych w 1991. Mistrz WNP w 1992. Trzeci na mistrzostwach ZSRR w 1991 roku.

## Letnie Igrzyska Olimpijskie 1992
| Konkurencja | Eliminacje            | Eliminacje           | Repasaże               | Repasaże               | Repasaże              | Klas. końcowa |
| Konkurencja | Przeciwnik I          | Przeciwnik II        | Przeciwnik I           | Przeciwnik II          | Przeciwnik III        | Miejsce       |
| ----------- | --------------------- | -------------------- | ---------------------- | ---------------------- | --------------------- | ------------- |
| 78 kg       | Graeme Spinks (NZL) Z | Jason Morris (USA) P | M’Bairo Abakar (CHA) Z | Anthonie Wurth (NED) Z | Kim Byung-joo (KOR) P | 7.            |